# Olenecamptus parabilobus
Olenecamptus parabilobus es una especie de escarabajo longicornio del género Olenecamptus, categorizada en la tribu Dorcaschematini, de la subfamilia Lamiinae. Fue descrita por Lazarev & Murzin en 2021.

## Descripción
Mide 13,3-15,8 mm de longitud.

## Distribución
Se distribuye por Laos.